# Термогальваномагнитные эффекты
Термогальваномагнитные эффекты — совокупность эффектов, связанных с воздействием магнитного поля на электро- и теплопроводность твердотельных проводников.
К термогальваномагнитным эффектам относятся:
- Эффект Эттингсгаузена
- Эффект Нернста — Эттингсгаузена
- Эффект Риги — Ледюка
- Фототермомагнитный эффект - эффект возникновения в однородном полупроводнике, помещенном в магнитное поле, при облучении его электромагнитным излучением в перпендикулярном направлении, эдс в третьем перпендикулярном направлении и градиента температуры. Эффект возникает за счет неравномерного поглощения электромагнитного излучения носителями тока, возникновения противоположно направленных потоков более горячих и более холодных носителей, отклоняемых  перпендикулярным к этим потокам магнитным полем. Фототермомагнитный эффект, в отличие от Нернста – Эттингсхаузена эффекта и фотомагнитоэлектрического эффекта, возникает независимо от наличия исходного градиента температуры и градиента концентрации носителей в полупроводнике. Эффект наиболее сильно выражен в полупроводниках с малой эффективной массой носителей тока (например, в InSb при низких температурах). Эффект используется для создания высокочувствительных малоинерционных приёмников СВЧ и инфракрасного излучения.[1][2]